# Federação Congolesa de Voleibol
A Federação Congolesa de Voleibol  (em francêsːFédération congolaise de volley-ball, FCV) é  uma organização fundada em 1964 que governa a pratica de voleibol em Congo, sendo membro da Federação Internacional de Voleibol e da Confederação Africana de Voleibol, a entidade é responsável por  organizar  os campeonatos nacionais de  voleibol masculino e feminino no país.